# Дикивил (Висконсин)
Дикивил (енгл. Dickeyville) град је у америчкој савезној држави Висконсин.

## Демографија
По попису из 2010. године број становника је 1.061, што је 18 (1,7%) становника више него 2000. године.
| Група             | 2000.         | 2010.         |
| Белци             | 1.035 (99,2%) | 1.045 (98,5%) |
| Афроамериканци    | 0 (0,0%)      | 2 (0,2%)      |
| Азијати           | 3 (0,3%)      | 0 (0,0%)      |
| Хиспаноамериканци | 3 (0,3%)      | 12 (1,1%)     |
| Укупно            | 1.043         | 1.061         |